# Alçalı (Salyan)
Alçalı è un comune dell'Azerbaigian situato nel distretto di Salyan. Conta una popolazione di 600 abitanti.